# Monti Lüliang
I monti Lüliang (cinese: 呂梁山脈T, 吕梁山脉S, LǚliángshānP, Lü-liang ShanW) sono una catena montuosa della provincia dello Shanxi, in Cina. Il nome «monti Lüliang» generalmente si riferisce all'intero sistema di catene montuose della parte occidentale e sud-occidentale dello Shanxi, che separano la sezione nord-sud dello Huang He (fiume Giallo) a ovest dalla valle attraversata da un suo affluente, il fiume Fen, a est. Più precisamente, tuttavia, il nome designa la parte settentrionale di questa catena, situata a ovest del bacino del fiume Fen a Taiyuan, dove il nome si riferisce anche a una delle varie cime adiacenti (il monte Lüliang, appunto). La vetta più alta della catena, il monte Guandi, raggiunge i 2831 m. La parte meridionale della catena, che presenta un asse sud-ovest/nord-est più delineato, assume il nome di monti Huoyan.
Questi monti hanno un'altitudine media di 1500-2000 m; il settore più elevato è quello settentrionale. Le aree più elevate della catena sono libere dal loess (limo depositato dai venti), ma il versante occidentale della catena, che declina verso la valle dello Huang He, ne è invece ricoperto e presenta il paesaggio pesantemente eroso caratteristico delle aree di loess della provincia dello Shaanxi. Dal punto di vista strutturale, i monti si formarono attraverso una serie di abbassamenti tettonici (l'affondamento di strati di roccia che va a creare le vallate tra due catene montuose adiacenti), con gli assi nord-sud e nord-est/sud-ovest della catena rotti da una serie di pieghe di faglia, formatesi nel corso dei processi orogenetici del Giurassico (circa 200-145 milioni di anni fa). Molte delle rocce di questi monti risalgono al Carbonifero e al Permiano (circa 250-360 milioni di anni fa) e contengono ricche riserve di carbone, che viene estratto su vasta scala a Fenxi. I monti originariamente erano ricoperti da una rada foresta, ma gran parte dell'area è attualmente coperta da aree erbose e bassa boscaglia.